# Klouékanmè
Klouékanmè (ook Klouekanmey of Klouekame) is een van de 77 gemeenten (communes) in Benin. De gemeente ligt in het departement Couffo. Klouékanmè telt 128.597 inwoners (2013). De gemeente heeft een oppervlakte van ongeveer 350 km² en is onderverdeeld in acht arrondissementen:
- Adjahonmè
- Ahogbéya
- Ayahohoué
- Djotto
- Hondjin
- Klouékanmè
- Lanta
- Tchikpé

De landbouw vormt de belangrijkste economische activiteit. In Lanta zijn er marmer-, zand- en grindgroeven.

## Geografie
De gemeente ligt in het noordoosten van het departement. De rivier de Couffo vormt de oostelijke grens van Klouékanmè. Het centrale en het zuidelijk deel van de gemeente liggen op een plateau; het noordelijk deel ligt lager.
Het klimaat telt er twee regenseizoenen en twee droge seizoenen.
De asfaltweg RNIE4 loopt door de gemeente.

## Bevolking
In 2002 telde de gemeente 93.324 inwoners.
De grootste bevolkingsgroep vormen de Adja. Verder leven er Fon en Yoruba. In 2002 hing 76% van de bevolking een inheemse godsdienst aan, 7% was katholiek, 1,4% protestants en minder dan 1% moslim.
Opm: Bevolkingscijfers in duizendtallen
Bron: Klouékanmè Commune in Benin; 1979-2013: volkstellingen
Bron: Institut National de la Statistique Benin; 2013: volkstelling

## Geboren
- Bernadette Agbossou Sohoudji (?-2011), politica
- Gérard Gbenontchi (1964), politicus

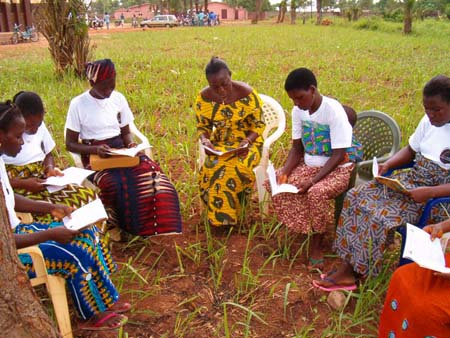
Inwoners van Klouekame verdiept in hun boeken